# 誤診
誤診（ごしん、英語: misdiagnosis）とは、医師が診断を誤ること。また、その診断内容。
ある外国の集中治療室からの2004年に発表された論文では、死後に解剖を行ってみると、生前に行われていた診断のうち31.7％は誤診であった、とされた。
1996年の日本の福井次夫、前川宗隆らによる解剖症例2787例についての分析・報告では、解剖実施後の診断では、12%の症例で臨床診断から診断が変化した、とした。つまりこの報告では1割以上で誤診していて気づかれず、解剖してようやくそれが明るみに出るということだった。

## 精神科での誤診
精神科での誤診・誤処方による、症状の慢性化、副作用の残遺、合併症、自殺などは後を絶たない。日本の精神科医における誤診・誤処方の問題の原因は、複合的であるとされる。理由としては、次のようなものが挙げられる。
- 治療が正しかったのかどうかの最終的な判断が難しい。

脳の構造上評価が難しい。しかしより正しいと思われる評価をするためには薬剤性のものか、病態によるものかなどの視点を常にもって関わらなければならない。
- 診断基準が曖昧。

「発達障害とは」「統合失調症とは」「解離性障害とは」など、疾病の概念自体が曖昧なまま放置されており、これをもっと議論する必要性がある。
- 意見交換の不足や議論の不足。

日本では、公の場において他者批判する文化は排除される傾向にあり、それぞれの医師が意見を言うことがあっても、公の場で互いに議論されることはない。よって矛盾があったとしても治療方法や疾患概念の拡散が生じる。批判する人物は排除しようとする傾向もあり、精神医学の権威や薬剤のマーケットを敵に回せば日本社会から抹殺される可能性がある。そもそも誤診・誤処方などの多い現在の精神科医療に疑問を持っている医師自体が少ない。
- 「権威とされる者の意見はすべて正しい」などとしてしまう風潮の存在。（権威主義）

精神科医療においては、大学病院などの大病院や有名な医師であることと、より高度な医療を受けられることは必ずしも一致しない。しかし患者はそのような事実で判断するしかないという現実がある。
- 医療者同士のかばいあいの習慣。

患者の人生がかかっていたとしても、自己保身の為に前医の診断を覆そうとしない。
- 診療時間の不十分さ。熟慮の欠如。（＝手抜き、軽率）

初診だけでなく再診でも丹念に患者の訴えを聞く姿勢や、状態像や生活実態を熟考して診断・投薬・指導する姿勢の欠如。
- 患者と共有する治療仮説の貧困。

治療仮説を明示して、患者と投薬などの治療方針を検討すること無く、知りたい断片的な症状のみ聞き出して（対症療法的に）安易に薬物療法に逃避し、その場を切り抜ける診療姿勢。
- 患者の主訴の軽視。

患者本人の苦しみやニーズを深く理解し、障害を否定性から肯定性に変化させる力動を創り出していく医療者側の努力の欠如。
などがある。
誤診群は特に16～25歳の青年期の患者が多いことが明らかになっている。これは病気の初期に服薬治療が始まる事実をよく表している。なお誤診群の患者が転医する際の理由は「医師に対しての不信」が最も多く、不信により転医した患者の66%が治原性（医原性）障害を発症していた。
患者側も別の医療機関にかかることが気疲れになることや、「医師が間違うはずはない」「精神科医である以上、精神疾患全般を治せるはず」などのある種の信仰の為に誤診を疑わないなどの理由で、適切な治療を受けられず慢性化及び難治化してしまうといった理由がある。
精神科医の笠陽一郎によると、特に2000年代から不思議な診断内容や無茶苦茶な処方が目立つようになったと言う。大学病院の荒廃も一つの根源であると語る。
この事態の早急に取り組むべき課題としては、「官僚・政治家が問題を知り、取り組んでいく」「日本レベルでの診断基準や疾患概念を、権威やそのほかの有識者を含めて徹底的に議論する。もちろん公開討論も視野に入れる」などがある。

### 医原性障害
操作的診断による安易な診断、数分での診察などで誤診され、誤った投薬により薬害性の精神病になる患者もいるという。このような医原性疾患・治原性障害の増加は、精神科においての児童患者や自傷傾向患者・非典型例の増加、新薬の多発、専門性の未成熟などを背景に近年増加している。
東大病院精神神経科の石川憲彦医師の調査では、転院時に誤診が判明した症例の3分の1の患者に、全転院患者の4分の1に治療による被害（治原性障害）が認められた。治原性障害の原因は、薬剤因性が50%、指導因性が72%であった（重複を含める）。
薬剤因性障害での内訳は、「過剰な投薬」が28%、「不必要な投薬」が20%、「異診などによる誤投薬」が14%であった。そのうち重症例は約3分の1であった。主に大量の抗精神病薬による物質誘発性気分障害と、抗不安薬による薬物依存が目立つ結果となった。指導因性障害では「誤指導」50%がもっとも重要で、「指導欠如」43%、「家族への誤指導」22%などであった。

## 関連書
- 中野次郎『誤診列島 ニッポンの医師はなぜミスを犯すのか』集英社2002　ISBN 4087474275
- 西城有朋『誤診だらけの精神医療:なぜ精神障害は治らないのか』河出書房新社、2005 ISBN 4309251854
- 日本実地医家消化器内視鏡研究会『“誤診”に学ぶ: 貴重な症例から』中山書店、2008
- 矢野宏『そこにはすべて「誤差」がある: なぜ予想違い・誤診・偽装が起こるのか?』技術評論社2009
- 山下格『誤診のおこるとき:精神科診断の宿命と使命』みすず書房、2009